# (816) Juliana
(816) Juliana es un asteroide perteneciente al cinturón de asteroides descubierto el 8 de febrero de 1916 por Maximilian Franz Wolf desde el observatorio de Heidelberg-Königstuhl, Alemania.
Está posiblemente nombrado por Juliana (1909-2004), reina de los Países Bajos.